# Аризема рувензорская
Аризема рувензорская лат. Arisaema ruwenzoricum — многолетнее травянистое клубневое растение, вид рода Аризема (Arisaema) семейства Ароидные (Araceae).
Название вида связана с горным массивом Рувензори в Заире, одним из мест произрастания.

## Ботаническое описание
Травянистое растение до 120 см высотой.
Клубень сжато-шаровидный, 2—6 см в диаметре.

### Листья
Листьев обычно два. Черешки в основании вложенные во влагалища, располагающиеся внахлёст и формирующие зелёный, пурпуровый или с красными пятнами ложный стебель до 100 см высотой, со свободной частью 8—23 см длиной. Листовая пластинка в очертании от полуокруглой до почковидной, от пальчато- до перистораздельной; листочки располагаются на расстоянии 0—7 см друг от друга, в числе 5—7(9), центральные 1—3 наибольшие; боковые листочки уменьшающиеся в размере по направлению к внешней стороне, овальные, на вершине заострённые, в основании нераномерно клиновидные, наибольшие 8—26 см длиной, 2,5—10,5 см шириной, по краям цельные или курчавые, изредка неясно зазубренно-зубчатые.

### Соцветия и цветки
Соцветие по длине более-менее равное или больше листьев. Цветоножка со свободной частью 14—26 см длиной, зелёная. Покрывало 16—28 см длиной. Трубка от цилиндрической до несколько обратноконической, на вершине несжатая, 6—15 см длиной и 1,7—3,5 см в диаметре, снаружи сизо-зелёная с белыми, желтоватыми или пурпуровыми полосками вдоль жилок. Пластинка овальная или продолговато-овальная, на вершине длиннозаострённая, 10—13 см длиной, 3,5—5 см шириной, длиннее или короче трубки, часто с нитевидным окончанием до 3 см длиной, зелёная.
Початок обычно однополый, 9—17 см длиной, едва превышающий трубку покрывала. Придаток от цилиндрического до булавовидного, круто суженный и усечённый в основании, на короткой ножке, 5—9 см длиной, 0,7—1,4 см в диаметре, на вершине округлённый, от бледно-зелёного до зеленовато-жёлтого. Мужской початок: полусидячий, мужская зона полуцилиндрическая, 2,5—7 см длиной, 0,7—1,4 см в диаметре, с редкими цветками. Женский початок: полусидячий, женская зона сужающаяся вверх, с несколькими стерильными цветками в основании придатка, 4,5 см длиной, 1,1 см в диаметре, с плотно расположенными цветками. Мужской цветок состоит из 3—5 тычинок; пыльники лопающиеся полукруглым наклонным верхушечным разрезом. Женский цветок: завязь яйцевидная, 3—4 мм длиной, зелёная, с семяпочкой 2—2,5 мм в диаметре, сужающяяся к короткому столбику; рыльце головчатое.

### Плоды
Плодоносящая зона до 12 см длиной, без придатка. Плоды — полушаровидные ягоды 0,5—1 см в диаметре, с 2—4 семенами.
Семя 4—5 мм в диаметре.

## Распространение
Встречается в Африке: Бурунди, Заир (Рувензори), Уганда.
Растёт в бамбуковых лесах и вересковых зарослях, во влажных тенистых местах, иногда как эпифит среди мха в развилках деревьев, на высоте (1800)2400—3200 м над уровнем моря.